# 乞扶贵和
乞扶贵和（?—？），马邑县（今山西省朔州市）人，北魏、东魏、北齐官员。

## 生平
乞扶贵和原是尔朱兆的部下，高欢击败尔朱兆后，乞扶贵和与斛律羌举、綦连猛逃亡。等到被抓获后，三人各自被杖罚了一百棍。綦连猛被发配给尉景，乞扶贵和被发配给娄昭。因为斛律羌举是已故酋长的儿子，所以没有发配给人。不久斛律羌举、綦连猛、乞扶贵和都成为高欢的亲信。北齐建立后，乞扶贵和因为军功封为王，弟弟乞扶令和封为宜民郡王，一家二王，号称居高位而显扬于世。河清末年，北齐征召河阳行台尚书独孤永业担任太仆卿，以乞扶贵和代为出任河阳行台，于是北齐的西部边境受到削弱，黄河与洛水地区人心动荡不安。乞扶贵和与弟弟乞扶令和在武平末年都位至开府仪同三司。武平六年（575年），周武帝亲征北齐，围困中潬城二旬。九月，北齐右丞相高阿那肱从晋阳率领军队前来抵御周军，抵达河阳，遇到周武帝患病，周军撤退，北周的水军烧掉了本方的船只。北齐永桥领民大都督傅伏对乞扶贵和说:“周军人力物力困乏不足，希望给我精锐骑兵两千人追击他们，可以将周军击败。”乞扶贵和不答应。武平七年（576年），周武帝再度东征北齐，乞扶贵和兄弟都归附了北周。

## 其他
河清四年（565年），北齐宫殿上的石板自行跃起，两两互相撞击。眭孟认为石头是阴类，下人的象征，殿上石头自行跃起是左右臣子和亲人背叛离开的征兆。等到周军东征，尉相愿、乞扶贵和与乞扶令和兄弟、韩建业之流，都背叛归附了北周。

## 家庭

### 祖父
- 乞扶周，北魏第一领民酋长[1]

### 父亲
- 乞扶纂，北魏金紫光禄大夫、瀛州刺史、尚书左仆射[1]

### 兄弟
- 乞扶令和，隋朝使持节、柱国、西河郡公